# 신여 (제구)

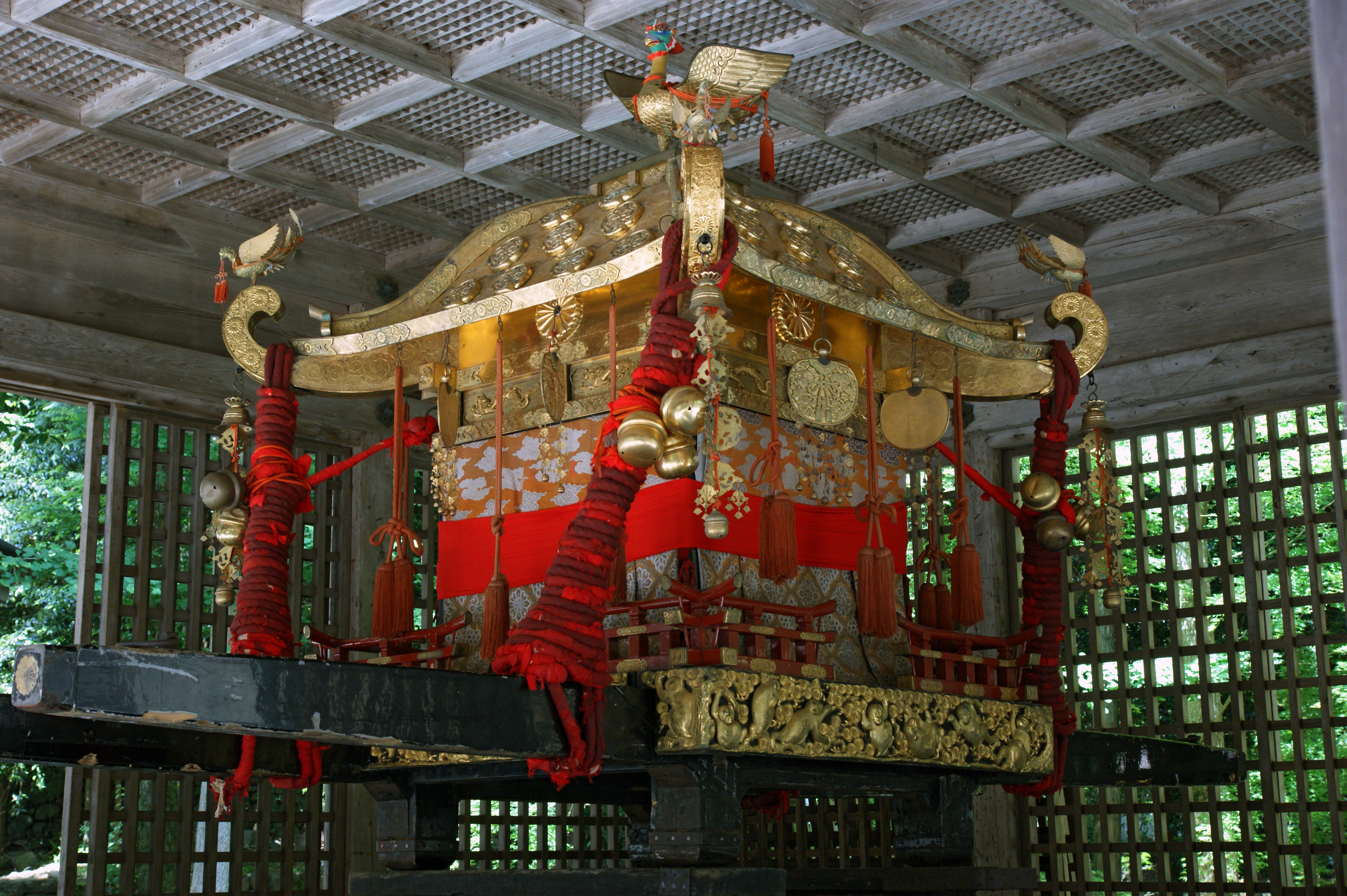
히요시타이샤의 미코시

신여(神輿)는 제례나 축제 때 신을 모시는 가마이다. 일본에서는 미코시(神輿)라고 하며 움직이는 신사라고도 불린다.

## 역사
신여가 최초로 기록된 것은 나라 시대이다. 기록상 가장 먼저 사용된 사례 중 하나는 749년, 하치만 신이 규슈에서 나라로 옮겨져 도다이지에 새로 건립된 대불을 모셨다는 것이다. 일본 전국의 모든 하치만 신사의 총본산인 규슈 오이타현 우사 신궁은 신여의 발상지로 알려져 있다.